# Jair Santiago
Jair Daniels Santiago Sánchez (24 agosto 1995) è un pallavolista portoricano, opposto degli Indios de Mayagüez.

## Carriera

### Club
La carriera di Jair Santiago inizia nei tornei scolastici portoricani, giocando per il Colegio Carmen Sol. Fa il suo debutto nella pallavolo professionistica nella stagione 2013-14, quando disputa la Liga de Voleibol Superior Masculino coi Plataneros de Corozal. Nella stagione seguente inizia l'annata coi Cariduros de Fajardo, prima di trasferirsi agli Indios de Mayagüez, dove resta solo poche settimane; parallelamente gioca anche a livello universitario, disputando la Liga Atlética Interuniversitaria de Puerto Rico con la Turabo.
Nel campionato 2015 approda ai Gigantes de Carolina, dove milita per un triennio, senza tuttavia concludere la prima annata. Dopo un periodo di inattività torna in campo in occasione dello NVA Showcase 2020, a cui partecipa con gli Ontario Matadors, facendo la sua prima esperienza all'estero: resta negli Stati Uniti d'America anche per la NVA 2021, conquistando lo scudetto con gli OC Stunners. 
Dopo aver disputato la Liga de Voleibol Superior Masculino 2021 coi Gigantes de Carolina, insignito inoltre del premio come miglior ritorno, nel gennaio 2022 firma per la seconda parte di stagione con l'Al-Gharafa, nella Qatar Volleyball League. Partecipa quindi alla NVA 2022 con gli OC Stunners, tornando poi in patria per la Liga de Voleibol Superior Masculino 2022, dove indossa ancora una volta la casacca dei Gigantes de Carolina.
Disputa quindi la NVA 2023 coi Puerto Rico Pythons, per poi essere ingaggiato dai Caribes de San Sebastián per la Liga de Voleibol Superior Masculino 2023, in cui si aggiudica lo scudetto. Nella stagione seguente torna a difendere i colori della formazione carolinense, ma a metà annata si trasferisce agli Indios de Mayagüez.

### Nazionale
Fa parte della nazionale portoricana Under-21 che partecipa alla Coppa panamericana 2011 e al campionato nordamericano 2014, classificandosi al quarto posto.
Nel 2021 fa il suo debutto in nazionale maggiore conquistando la medaglia d'oro al campionato nordamericano 2021.

## Palmarès

### Club
- NVA: 1

2021
- Campionato portoricano: 1

2023

### Premi individuali
- 2021 - Liga de Voleibol Superior Masculino: Miglior ritorno